# Mojmír Bártek

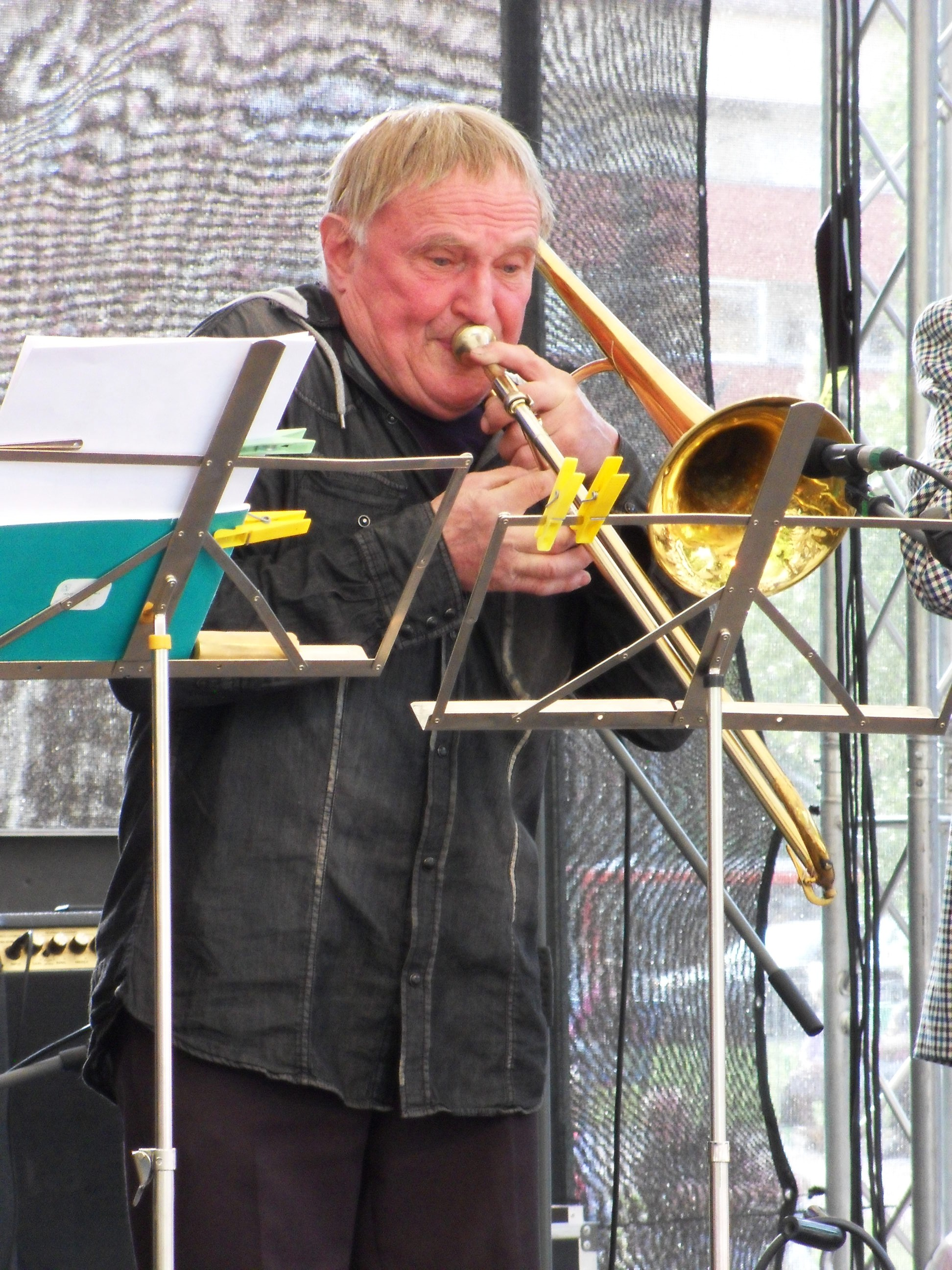
Mojmír Bártek

Mojmír Bártek (Zlín, Moravië, 26 april 1942) is een hedendaags Tsjechisch componist, dirigent en trombonist.

## Levensloop
Bártek studeerde trombone van 1959 tot 1967 aan het Staats Conservatorium van Brno en compositie van 1975 tot 1980 aan de Janáček Akademie van muzikale Kunsten eveneens in Brno. Na het behalen van zijn diploma's speelde hij in verschillende orkesten, vooral in het Orkestru Gustava Broma en het orkest van J. Foreta. Daarnaast is hij sinds 1990 docent aan de Janáček Akademie van muzikale Kunsten te Brno en lector van de Jazz-Workshop in Frýdlant v Čechách, Regio Liberec. Verder is hij lid van de International Trombone Association.  Hij is ook artistiek adviseur van verschillende harmonieorkesten en Jazz-ensembles in Tsjechië, onder andere is hij dirigent van de Vyškovský Big Band.

## Composities

### Werken voor harmonieorkest
- 2001 Jubilejní inspirace
- 2002 Chalupářský valčík, wals
- 2003 Gejzír
- 2003 Daniela
- 2005 Frýdlantské boler - (Frýdlant bolero)
- 2005 Hrací kostk - (Der Spielwürfel)
- Hrací kostka
- Intrada
- Lyrica trombone, voor trombone solo en harmonieorkest
- Malovánky (Kleine schilderijen)
- Ogarský tanec (Dans van de jeugd)
- Trbukyja

### Kamermuziek
- 1999 Miniatur, voor fluit en piano
- 1999 Variac Moravische dans voor klarinet en piano
- 2000 Blue, voor trombone en piano
- 2000 Reminiscenc, voor vier trombones en tuba
- 2001 Variace na skladbu chtěl jsem hledat čistou studánečku, voor strijkkwartet
- 2001 Romance, voor trombone en piano
- 2001 Vernisáž, voor drie trompetten
- 2002 Fragment, voor twee piano's en slagwerk
- 2002 Blues, voor trombone
- Brass konverzace (Conversatie voor koper)
- Ctijáda, voor 2 fluiten, 2 hobo, 2 klarinetten, 2 hoorns, 2 fagotten
- Dialogue, voor trompet en piano
- Three Aquarelles, voor vier trompetten
- Trio pro dechové nástroje (Trio voor blaasinstrumenten)
- Jarní imprese
- Ritmo Bombastico

## Publicaties
- Mojmír Bártek: Improvisace a aleatorika v hudbě. Janáčkova akademie múzických umění,  Brno